# Natação no Campeonato Europeu de Esportes Aquáticos de 2018 - 4x100 m medley feminino
A prova do revezamento 4x100 metros medley feminino da natação no Campeonato Europeu de Esportes Aquáticos de 2018 ocorreu no dia 9 de agosto no Tollcross International Swimming Centre, em Glasgow no Reino Unido. 

## Calendário
| Fase          | Data        | Hora  |
| ------------- | ----------- | ----- |
| Eliminatórias | 9 de agosto | 10:05 |
| Final         | 9 de agosto | 18:07 |

Todos os horários estão no horário local (UTC+0)

## Recordes
Antes desta competição, os recordes eram os seguintes:
|                       | Nacionalidade  | Tempo   | Local           | Data                 |
| --------------------- | -------------- | ------- | --------------- | -------------------- |
| Recorde mundial       | Estados Unidos | 3:51.55 | Budapeste       | 30 de julho de 2017  |
| Recorde europeu       | Rússia         | 3:53.38 | Budapeste       | 30 de julho de 2017  |
| Recorde do campeonato | Dinamarca      | 3:55.62 | Alemanha Berlim | 24 de agosto de 2014 |

Os seguintes novos recordes foram estabelecidos durante esta competição. 
| Data        | Prova | Nadadoras                                                                                             | Nacionalidade | Tempo   | Recordes              |
| ----------- | ----- | --- | ------------- | ------- | --------------------- |
| 9 de agosto | Final | Anastasia Fesikova (59.56) Yuliya Yefimova (1:03.95) Svetlana Chimrova (57.34) Maria Kameneva (53.37) | Rússia        | 3:54.22 | Recorde do campeonato |

## Medalhistas
| Ouro | Prata                                                                              | Bronze                                                                                                  |
| Rússia · Anastasia Fesikova · Yuliya Yefimova · Svetlana Chimrova · Maria Kameneva · Daria Ustinova* · Vitalina Simonova* · Arina Openysheva* | Dinamarca · Mie Nielsen · Rikke Møller Pedersen · Emilie Beckmann · Pernille Blume | Reino Unido · Georgia Davies · Siobhan-Marie O'Connor · Alys Thomas · Freya Anderson · Kathleen Dawson* |

*Atletas que competiram apenas nas baterias e receberam medalhas

## Resultados

### Eliminatórias
Esses foram os resultados das eliminatórias. 
| Pos. | Bateria | Raia | Nacionalidade | Nadadoras                                                                                                  | Tempo   | Notas |
| ---- | ------- | ---- | ------------- | --- | ------- | ----- |
| 1    | 1       | 3    | Dinamarca     | Mie Nielsen (59.95) Rikke Møller Pedersen (1:07.70) Emilie Beckmann (58.48) Pernille Blume (52.27)         | 3:58.40 | Q     |
| 2    | 1       | 6    | Reino Unido   | Kathleen Dawson (1:00.17) Siobhan-Marie O'Connor (1:06.74) Alys Thomas (58.44) Freya Anderson (54.63)      | 3:59.98 | Q     |
| 3    | 2       | 7    | Itália        | Carlotta Zofkova (1:00.22) Martina Carraro (1:07.92) Ilaria Bianchi (57.79) Giada Galizi (54.59)           | 4:00.52 | Q     |
| 4    | 1       | 1    | Países Baixos | Kira Toussaint (1:00.13) Tes Schouten (1:08.63) Kinge Zandringa (59.51) Femke Heemskerk (53.23)            | 4:01.50 | Q     |
| 5    | 1       | 8    | França        | Mathilde Cini (1:00.79) Fanny Deberghes (1:08.06) Marie Wattel (58.96) Charlotte Bonnet (53.71)            | 4:01.52 | Q     |
| 6    | 2       | 8    | Rússia        | Daria Ustinova (1:01.23) Vitalina Simonova (1:08.61) Svetlana Chimrova (57.86) Arina Openysheva (54.44)    | 4:02.14 | Q     |
| 7    | 1       | 5    | Alemanha      | Laura Riedemann (1:00.65) Jessica Steiger (1:08.71) Franziska Hentke (58.89) Annika Bruhn (54.15)          | 4:02.40 | Q     |
| 8    | 2       | 5    | Hungria       | Katinka Hosszú (1:01.01) Anna Sztankovics (1:08.50) Liliána Szilágyi (59.02) Evelyn Verrasztó (55.39)      | 4:03.92 | Q     |
| 9    | 1       | 4    | Suécia        | Ida Lindborg (1:01.71) Sophie Hansson (1:08.18) Louise Hansson (58.19) Magdalena Kuras (55.86)             | 4:03.94 |       |
| 10   | 1       | 2    | Suíça         | Nina Kost (1:02.00) Lisa Mamié (1:08.73) Svenja Stoffel (1:00.29) Maria Ugolkova (53.36)                   | 4:04.38 |       |
| 11   | 2       | 4    | Polónia       | Alicja Tchórz (1:01.53) Weronika Hallmann (1:09.09) Anna Dowgiert (59.21) Katarzyna Wasick (54.66)         | 4:04.49 |       |
| 12   | 2       | 1    | Espanha       | Duane Da Rocha (1:01.44) Jessica Vall (1:07.16) Lidón Muñoz (1:00.99) Melani Costa (55.20)                 | 4:04.79 |       |
| 13   | 2       | 2    | Israel        | Shahar Menahem (1:03.44) Anastasia Gorbenko (1:10.86) Amit Ivry (58.78) Andrea Murez (54.10)               | 4:07.18 |       |
| 14   | 1       | 7    | Turquia       | Ekaterina Avramova (1:03.02) Viktoriya Zeynep Güneş (1:10.59) Aleyna Özkan (1:01.29) Selen Özbilen (56.09) | 4:10.99 |       |
| 15   | 2       | 6    | Áustria       | Caroline Pilhatsch (1:01.89) Elena Guttmann (1:12.63) Lena Kreundl (1:01.38) Cornelia Pammer (57.98)       | 4:13.88 |       |
| 16   | 2       | 3    | Eslováquia    | Karolina Hájková (1:03.37) Nikoleta Trníková (1:13.15) Andrea Podmaníková (1:03.39) Laura Benková (57.73)  | 4:17.64 |       |
| 17   | 2       | 0    | Finlândia     | DNS | DNS     | DNS   |

### Final
Esse foi o resultado da final. 
| Pos.              | Raia | Nacionalidade | Nadadoras                                                                                                 | Tempo   | Notas                 |
| ----------------- | ---- | ------------- | --- | ------- | --------------------- |
| Medalha de ouro   | 7    | Rússia        | Anastasia Fesikova (59.56) Yuliya Yefimova (1:03.95) Svetlana Chimrova (57.34) Maria Kameneva (53.37)     | 3:54.22 | Recorde do campeonato |
| Medalha de prata  | 4    | Dinamarca     | Mie Nielsen (59.76) Rikke Møller Pedersen (1:07.50) Emilie Beckmann (57.66) Pernille Blume (51.77)        | 3:56.69 |                       |
| Medalha de bronze | 5    | Reino Unido   | Georgia Davies (59.44) Siobhan-Marie O'Connor (1:07.22) Alys Thomas (57.56) Freya Anderson (52.69)        | 3:56.91 |                       |
| 4                 | 3    | Itália        | Carlotta Zofkova (59.86) Arianna Castiglioni (1:06.50) Elena Di Liddo (57.34) Federica Pellegrini (53.30) | 3:57.00 |                       |
| 5                 | 6    | Países Baixos | Kira Toussaint (59.81) Tes Schouten (1:08.05) Kinge Zandringa (58.24) Femke Heemskerk (52.84)             | 3:58.94 |                       |
| 6                 | 2    | França        | Mathilde Cini (1:01.00) Fanny Deberghes (1:07.46) Marie Wattel (58.54) Charlotte Bonnet (52.85)           | 3:59.85 |                       |
| 7                 | 1    | Alemanha      | Laura Riedemann (1:00.58) Jessica Steiger (1:08.38) Aliena Schmidtke (58.29) Annika Bruhn (53.85)         | 4:01.10 |                       |
| 8                 | 8    | Hungria       | Katinka Hosszú (1:00.93) Anna Sztankovics (1:08.78) Liliána Szilágyi (58.71) Evelyn Verrasztó (56.16)     | 4:04.58 |                       |

Legenda
| Recorde mundial       | Recorde mundial (World record)               |                       | Recorde africano                      | Recorde africano (African) |                                           | Q | Classificado por posição (Qualified) |
| Recorde do campeonato | Recorde do campeonato (Championship record)  | Recorde da América    | Recorde da América (Americas)         | q                          | Classificado por melhor tempo (Qualified) |   |                                      |
| Melhor marca do ano   | Melhor marca do ano (World leading)          | Recorde asiático      | Recorde asiático (Asian)              | DNS                        | Não largou (Did not start)                |   |                                      |
| Recorde nacional      | Recorde nacional (National record)           | Recorde europeu       | Recorde europeu (European)            | DNF                        | Não terminou (Did not finish)             |   |                                      |
| Recorde pessoal       | Recorde pessoal do atleta (Personal best)    | Recorde da Oceania    | Recorde da Oceania (Oceania)          | DSQ / DQ                   | Desclassificado (Disqualified)            |   |                                      |
| Recorde da temporada  | Recorde da temporada do atleta (Season best) | Recorde sul-americano | Recorde sul-americano (South America) | NM                         | Sem marca (No mark)                       |   |                                      |